# Ischnochiton albinus
Ischnochiton albinus är en blötdjursart som beskrevs av Thiele 1911. Ischnochiton albinus ingår i släktet Ischnochiton och familjen Ischnochitonidae. Inga underarter finns listade i Catalogue of Life.